# Athlétisme à l'Universiade d'été de 2017
Navigation
2015 2019
Les épreuves d'athlétisme de l'Universiade d'été de 2017, organisées par la FISU, se déroulent à Taipei du 23 au 28 août 2017.

## Résultats

### Hommes
| Épreuves | Or | Argent                                                                                | Bronze |
| --- | --- | ------------------------------------------------------------------------------------- | --- |
| 100 m (vent : - 0,9 m/s) | Yang Chun-Han 10 s 22 | Thando Roto 10 s 24                                                                   | Cameron Burrell 10 s 27                                                                                        |
| 200 m (vent : - 3,8 m/s) | Jeffrey John 20 s 93 | James Linde 20 s 96                                                                   | Ján Volko 20 s 99                                                                                              |
| 400 m | Luguelín Santos 45 s 24 (SB) | Yoandys Lescay 45 s 31 (SB)                                                           | Rafał Omelko 45 s 56                                                                                           |
| 800 m | Jesús Tonatiuh López 1 min 46 s 06 (PB ?) | Mohamed Belbachir 1 min 46 s 73                                                       | Aymeric Lusine 1 min 47 s 18                                                                                   |
| 1 500 m | Timo Benitz 3 min 43 s 45 | Alexis Miellet 3 min 43 s 91                                                          | Jonathan Davies 3 min 43 s 99                                                                                  |
| 5 000 m | François Barrer 14 min 0 s 86 | Jonathan Davies 14 min 2 s 46                                                         | Andreas Vojta 14 min 2 s 65                                                                                    |
| 10 000 m | Sadic Bahati 29 min 8 s 68 (PB) | Nicolae Soare 29 min 12 s 76 (PB)                                                     | Kazuya Shiojiri 29 min 20 s 96                                                                                 |
| Semi-marathon | Kei Katanishi 1 h 6 min 9 s | Naoki Kudo 1 h 6 min 23 s                                                             | Kengo Suzuki 1 h 6 min 56 s                                                                                    |
| Semi-marathon par équipes | Japon 3 h 19 min 28 s | Afrique du Sud 3 h 31 min 38 s                                                        | Turquie 3 h 34 min 42 s                                                                                        |
| 110 m haies (vent : - 0,5 m/s) | Balázs Baji 13 s 35 | Chen Kuei-Ru 13 s 55 (NR)                                                             | Damian Czykier 13 s 56                                                                                         |
| 400 m haies | Juander Santos 48 s 65 | Chen Chieh 49 s 05 (=PB)                                                              | Abdelmalik Lahoulou 49 s 30                                                                                    |
| 3 000 m steeple | Krystian Zalewski 8 min 35 s 88 | Rantso Mokopane 8 min 36 s 25                                                         | Ali Messaoudi 8 min 37 s 14                                                                                    |
| 4 × 100 m | Japon Yūsuke Tanaka Shūhei Tada Shō Kitagawa Jun Yamashita 38 s 65 (SB)                                                                        | États-Unis John Lewis III LeShon Collins Jacarias Martin Cameron Burrell 38 s 69 (SB) | Taipei chinois Wei Yi-Ching Yang Chun-Han Cheng Po-Yu Chen Chia-Hsun 39 s 06 (SB)                              |
| 4 × 400 m | République dominicaine Juander Santos Luis Enrique Charles Andito Charles Luguelín Santos 3 min 4 s 34 Participation aux séries : Kendris Díaz | États-Unis Amere Lattin Curtis Brown Jordan Clarke Kahmari Montgomery 3 min 6 s 68    | Tchéquie Jan Tesař Lukáš Hodboď Filip Šnejdr Vít Müller 3 min 8 s 14 Participation aux séries : Martin Juránek |
| 20 km marche | Toshikazu Yamanishi 1 h 27 min 30 s | Julio César Salazar 1 h 28 min 20 s                                                   | Fumikata Oikawa 1 h 30 m 11 s                                                                                  |
| 20 km marche par équipes | Japon 4 h 28 min 41 s | Mexique 4 h 29 min 14 s                                                               | Ukraine 4 h 41 min 34 s                                                                                        |
| Saut en hauteur | Falk Wendrich 2,29 m (PB) | Marco Fassinotti 2,29 m (SB)                                                          | Hsiang Chun-Hsien 2,26 m (SB)                                                                                  |
| Saut à la perche | Diogo Ferreira 5,55 m | Sergey Grigoryev 5,50 m                                                               | Claudio Stecchi 5,40 m                                                                                         |
| Saut en longueur | Radek Juška 8,02 m | Yasser Triki 7,96 m                                                                   | Raihau Maiau 7,91 m                                                                                            |
| Triple saut | Nazim Babayev 17,01 m | Fabrice Zango 16,97 m (NR)                                                            | Ryōma Yamamoto 16,80 m                                                                                         |
| Lancer du poids | Francisco Belo 20,86 m (PB) | Konrad Bukowiecki 20,16 m                                                             | Andrei Gag 20,12 m                                                                                             |
| Lancer du disque | Reginald Jagers III 61,24 m | Alin Firfirică 61,13 m                                                                | Róbert Szikszai 60,91 m                                                                                        |
| Lancer du marteau | Paweł Fajdek 79,16 m | Pavel Bareisha 77,98 m                                                                | Serghei Marghiev 74,98 m                                                                                       |
| Lancer du javelot | Cheng Chao-Tsun 91,36 m (CR, AR) | Andreas Hofmann 91,07 m (PB)                                                          | Huang Shih-Feng 86,64 m (CR, PB)                                                                               |
| Décathlon | Kyle Cranston 7 687 pts | Juuso Hassi 7 566 pts                                                                 | Aaron Booth 7 523 pts (PB)                                                                                     |
| Records et Performances - AR : Record continental (area record) - CR : Record des championnats (championship record) - MR : Record du meeting (meet record) - NR : Record national (national record) - OR : Record olympique (olympic record) - PR : Record paralympique (paralympic record) - PB : Record personnel (personal best) - SB : Meilleure performance personnelle de la saison (season's best) - WL : Meilleure performance mondiale de l'année (world leader) - WJR : Record du monde junior (world junior record) - WR : Record du monde (world record) Circonstances et Conditions - DNF : N'a pas terminé (did not finish) - DNS : N'a pas pris le départ (did not start) - DQ : Disqualification (disqualification) - NM : Aucun essai valable enregistré (No Mark) - Q : Qualifié « directement » au prochain tour (ou à la prochaine compétition), lors d'une compétition majeure, grâce au classement ou à la réalisation des minima (automatic qualifier) - q : Qualifié au prochain tour (ou à la prochaine compétition), lors d'une compétition majeure, grâce au repêchage ou à la réalisation de l'une des meilleures performances parmi celles des « non qualifiés directement » (grâce au meilleur temps ou à la meilleure distance par exemple) (secondary qualifier) | |                                                                                       | |

### Femmes
| Épreuves | Or                                                                                        | Argent                                                                               | Bronze                                                                                   |
| --- | ----------------------------------------------------------------------------------------- | ------------------------------------------------------------------------------------ | ---------------------------------------------------------------------------------------- |
| 100 m (vent : - 0,3 m/s) | Sashalee Forbes 11 s 18                                                                   | Irene Siragusa 11 s 31 (PB)                                                          | Salomé Kora 11 s 33                                                                      |
| 200 m (vent : - 1,4 m/s) | Irene Siragusa 22 s 96 (PB)                                                               | Gunta Latiševa-Čudare 23 s 15 (PB)                                                   | Anna Bongiorni 23 s 47                                                                   |
| 400 m | Małgorzata Hołub 51 s 76                                                                  | Justine Palframan 51 s 83 (SB)                                                       | Bianca Răzor 51 s 97                                                                     |
| 800 m | Rose Mary Almanza 2 min 2 s 21                                                            | Olha Lyakhova 2 min 3 s 11                                                           | Docus Ajok 2 min 3 s 22                                                                  |
| 1 500 m | Amela Terzić 4 min 19 s 18                                                                | Docus Ajok 4 min 19 s 48                                                             | Kristiina Mäki 4 min 20 s 65                                                             |
| 5 000 m | Hanna Klein 15 min 45 s 28                                                                | Jessica O'Connell 15 min 50 s 96                                                     | Jessica Judd 15 min 51 s 19                                                              |
| 10 000 m | Darya Maslova 33 min 19 s 27                                                              | Sanjivani Jadhav 33 min 22 s 00 (PB)                                                 | Ai Hosoda 33 min 27 s 89                                                                 |
| Semi-marathon | Yuki Munehisa 1 h 13 min 48 s                                                             | Esma Aydemir 1 h 14 min 28 s                                                         | Saki Fukui 1 h 14 min 37 s                                                               |
| 100 m haies (vent : m/s) | Nadine Visser 12 s 98                                                                     | Elvira Herman 13 s 17                                                                | Luca Kozák 13 s 19                                                                       |
| 400 m haies | Ayomide Folorunso 55 s 63                                                                 | Joanna Linkiewicz 55 s 90                                                            | Olena Kolesnichenko 56 s 14 (SB)                                                         |
| 3 000 m steeple | Tuğba Güvenç 9 min 51 s 27                                                                | Viktória Gyürkés 9 min 52 s 17                                                       | Özlem Kaya 9 min 52 s 59                                                                 |
| 4 × 100 m | Suisse Ajla Del Ponte Salomé Kora Cornelia Halbheer Selina von Jackowski 43 s 81          | Pologne Kamila Ciba Agata Forkasiewicz Małgorzata Kołdej Karolina Zagajewska 44 s 19 | Japon Sayaka Takeuchi Mizuki Nakamura Ichiko Iki Miyu Maeyama 44 s 56 (SB)               |
| 4 × 400 m | Pologne Małgorzata Hołub Iga Baumgart Patrycja Wyciszkiewicz Justyna Święty 3 min 26 s 75 | Mexique Dania Aguillón Natali Brito Rosa Cook Paola Morán 3 min 33 s 98 (SB)         | Roumanie Anamaria Nesteriuc Sanda Belgyan Camelia Florina Gal Bianca Răzor 3 min 34 s 16 |
| 20 km marche | Inna Kashyna 1 h 39 min 44 s                                                              | Zhang Xin 1 h 41 min 18 s                                                            | Elisa Neuvonen 1 h 42 min 50 s                                                           |
| Saut en hauteur | Oksana Okuneva 1,97 m (SB)                                                                | Iryna Gerashchenko 1,91 m                                                            | Airinė Palšytė 1,91 m                                                                    |
| Saut à la perche | Iryna Zhuk 4,40 m                                                                         | Annika Roloff 4,40 m                                                                 | Marta Onofre 4,40 m (SB)                                                                 |
| Saut en longueur | Alina Rotaru 6,65 m                                                                       | Nektaría Panayí 6,42 m                                                               | Anna Bühler 6,38 m                                                                       |
| Triple saut | Neele Eckhardt 13,91 m                                                                    | Fu Luna 13,59 m (PB)                                                                 | Māra Grīva 13,58 m                                                                       |
| Lancer du poids | Brittany Crew 18,34 m                                                                     | Klaudia Kardasz 17,90 m (PB)                                                         | Paulina Guba 17,76 m                                                                     |
| Lancer du disque | Kristin Pudenz 59,09 m                                                                    | Valarie Allman 58,36 m                                                               | Taryn Gollshewsky 58,11 m                                                                |
| Lancer du marteau | Malwina Kopron 76,85 m (CR, PB)                                                           | Hanna Malyshchyk 74,93 m                                                             | Joanna Fiodorow 71,33 m                                                                  |
| Lancer du javelot | Marcelina Witek 63,31 (PB)                                                                | Marina Saito 62,37 (PB)                                                              | Jenni Kangas 60,98 m (PB)                                                                |
| Heptathlon | Verena Preiner 6 224 pts                                                                  | Alysha Burnett 5 835 pts (PB)                                                        | Noor Vidts 5 728 pts                                                                     |
| Records et Performances - AR : Record continental (area record) - CR : Record des championnats (championship record) - MR : Record du meeting (meet record) - NR : Record national (national record) - OR : Record olympique (olympic record) - PR : Record paralympique (paralympic record) - PB : Record personnel (personal best) - SB : Meilleure performance personnelle de la saison (season's best) - WL : Meilleure performance mondiale de l'année (world leader) - WJR : Record du monde junior (world junior record) - WR : Record du monde (world record) Circonstances et Conditions - DNF : N'a pas terminé (did not finish) - DNS : N'a pas pris le départ (did not start) - DQ : Disqualification (disqualification) - NM : Aucun essai valable enregistré (No Mark) - Q : Qualifié « directement » au prochain tour (ou à la prochaine compétition), lors d'une compétition majeure, grâce au classement ou à la réalisation des minima (automatic qualifier) - q : Qualifié au prochain tour (ou à la prochaine compétition), lors d'une compétition majeure, grâce au repêchage ou à la réalisation de l'une des meilleures performances parmi celles des « non qualifiés directement » (grâce au meilleur temps ou à la meilleure distance par exemple) (secondary qualifier) |                                                                                           |                                                                                      |                                                                                          |